# Stazione di San Giorgio delle Pertiche
Stazione di San Giorgio delle Pertiche vasútállomás Olaszországban, Veneto régióban, San Giorgio delle Pertiche településen.

## Vasútvonalak
Az állomást az alábbi vasútvonalak érintik:
- Padova-Bassano-vasútvonal

## Kapcsolódó állomások
A vasútállomáshoz az alábbi állomások vannak a legközelebb: 
- Stazione di Camposampiero (Stazione di Bassano del Grappa)
- Stazione di Campodarsego (Stazione di Padova)